# ميغيل تينديلو
ميغيل تينديلو (بالإسبانية: Miguel Tendillo)‏ ، من مواليد 1 فبراير 1961 ، لاعب كرة قدم إسباني سابق.
لعب مع منتخب إسبانيا لكرة القدم.

## روابط خارجية
- ميغيل تينديلو على موقع الاتحاد الدولي (مؤرشف)  (الإنجليزية)
- ميغيل تينديلو على موقع قاعدة بيانات كرة القدم.إي يو (الإنجليزية)
- ميغيل تينديلو على موقع ناشيونال فوتبول تيمز (الإنجليزية)
- ميغيل تينديلو على موقع عالم كرة القدم.نت (الإنجليزية)